# Roncus novus
Roncus novus är en spindeldjursart som beskrevs av Beier 1931. Roncus novus ingår i släktet Roncus och familjen helplåtklokrypare. Inga underarter finns listade i Catalogue of Life.